# Heliodoxa xanthogonys
A Heliodoxa xanthogonys  a madarak osztályának sarlósfecske-alakúak (Apodiformes)  rendjébe és a kolibrifélék (Trochilidae) családjába tartozó faj.

## Rendszerezése
A fajt Osbert Salvin és Frederick DuCane Godman írták le 1882-ben.

## Alfajai
- Heliodoxa xanthogonys willardi Weller & Renner, 2001
- Heliodoxa xanthogonys xanthogonys Salvin & Godman, 1882[2]

## Előfordulása
Dél-Amerika északi részén, Brazília, Guyana, Suriname és Venezuela területén honos. Természetes élőhelyei a szubtrópusi vagy trópusi síkvidéki és hegyi esőerdők, valamint cserjések. Állandó, nem vonuló faj.

## Megjelenése
Testhossza 10–11 centiméter, testtömege 5,5–7,5 gramm.

## Természetvédelmi helyzete
Az elterjedési területe nagyon nagy, egyedszáma viszont csökken, de még nem éri el a kritikus szintet. A Természetvédelmi Világszövetség Vörös listáján nem fenyegetett fajként szerepel.